# Doveton Sturdee
A flotta admirálisa, Sir Frederick Charles Doveton Sturdee, GCB 1. báró , KCMG , CVO (1859. június 9. – 1925. május 7.)  a királyi haditengerészet tisztje volt. Torpedótiszt kiképzése után két különböző cirkálónak, majd három különböző csatahajónak vezényelt, mielőtt a Hazai Flotta 1. harci századának parancsnoka lett. Ő vezényelte tovább a 3. cirkáló századot, majd a 2. cirkáló századot.
Közvetlenül az első világháború kezdete előtt Sturdee az Admiralitás hadi vezérkari főnöke lett. 1914 novemberében a királyi haditengerészet súlyos vereséget szenvedett a Coronel-foki csatában. Válaszul Sturdee-t az Atlanti-óceán déli részére küldték, hogy felkutassa a német századot, amelyet Graf Maximilian von Spee vezényelt, és amely a Coronelben okozott kárt. 1914. december 8-án Sturdee találkozott von Spee-vel, és az ezt követő akció a Falklandi csata néven vált ismertté. Von Spee, miután megállapította, hogy fölényes erővel áll szemben, menekülni kényszerült. Az üldözés során Sturdee erői szinte az egész német századot elsüllyesztették. Csak egy könnyű cirkáló menekült meg, de 1915 márciusában azt is levadászták.
A háború befejező éveiben Sturdee a 4. flotta 4. parancsnokának parancsnoka volt a nagy flottában, majd a Nore főparancsnoka.  1921. július 5-én a flotta tengernagyává léptették elő.